# El árbol de Ana Frank

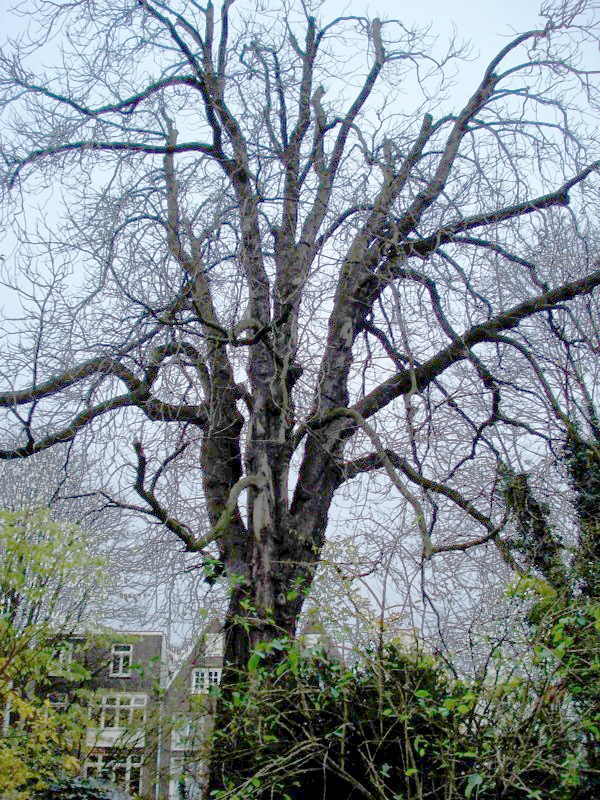
Vista del árbol de Ana Frank en 2006.

El árbol de Ana Frank (en neerlandés: Anne Frankboom) era un castaño de Indias que se encontraba situado en el centro de la ciudad de Ámsterdam, que fue descrito por Ana Frank en su diario. Ana Frank contemplaba este árbol desde su casa, donde ella y su familia permanecieron escondidos de los nazis durante la Segunda Guerra Mundial.
El árbol se deterioró considerablemente con el paso de los años por infecciones de hongos y las polillas. El ayuntamiento de Ámsterdam dictaminó que el árbol debía ser cortado el 20 de noviembre de 2007, debido al riesgo de caída, pero el 21 de noviembre de 2007, un juez emitió una orden temporal para detener la tala. La Fundación y el vecindario desarrollaron un plan alternativo para intentar salvar el árbol. Los vecinos y simpatizantes formaron la Fundación de Apoyo al árbol de Ana Frank que llevó a cabo la construcción de un soporte y se hizo cargo del mantenimiento del árbol.
El 23 de agosto de 2010, el árbol fue derribado por los fuertes vientos sufridos durante una tormenta, el tronco quedó cortado a una altura aproximada de 1 metro por encima del suelo. Cayó a través de una pared del jardín y causó daños en la zona. El árbol se estimó que tenía entre 150 y 170 años de edad, cuando fue derribado.